# Eunica caralis
Eunica caralis är en fjärilsart som beskrevs av William Chapman Hewitson 1857. Eunica caralis ingår i släktet Eunica och familjen praktfjärilar. Inga underarter finns listade i Catalogue of Life.

## Bildgalleri

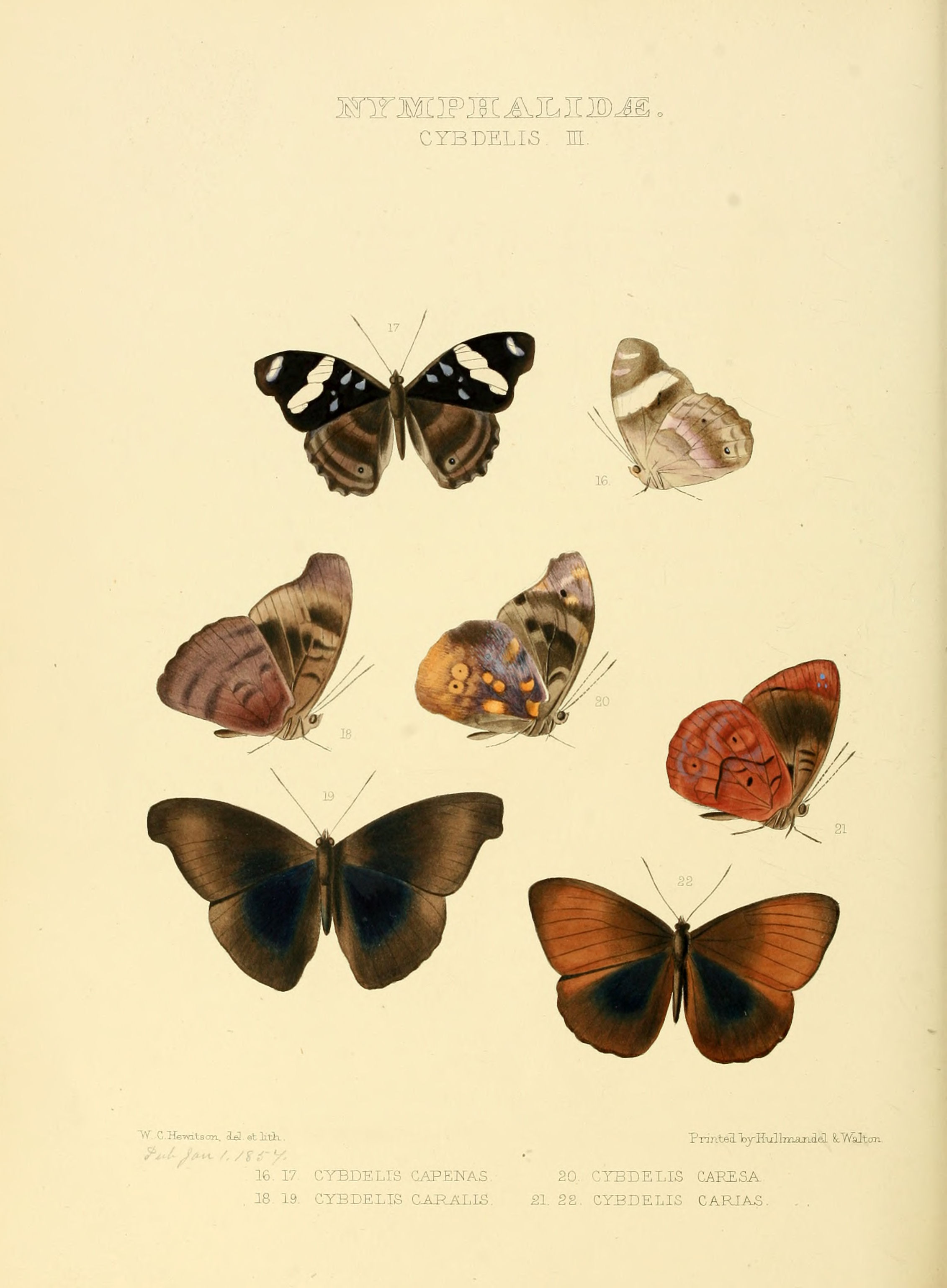